# Brocado sichuanés
Se llama brocado sichuanés, o brocado de Shu (en chino tradicional, 蜀錦; pinyin, Shǔ Jǐn; Wade-Giles, Shu-Chin), a los tejidos de seda producidos en Sichuan, se caracteriza por un estilo refinado y dinámico. La técnica del bordado sichuanés tiene su origen en el antiguo reino de Shu (coincidiendo aproximadamente con el período de las dinastías Shang y Zhou de China [c. 1600–256 a. C.]), de ahí su nombre. Una excavación de cuatro tumbas que datan de la dinastía Han Occidental (202 a. C. – 8 d. C.), en el monte Laoguan ubicado en la villa de Tianhui (Chengdu), ha confirmado el uso de telares para tejer compuestos de cara de urdimbre en ese período.

## Técnica

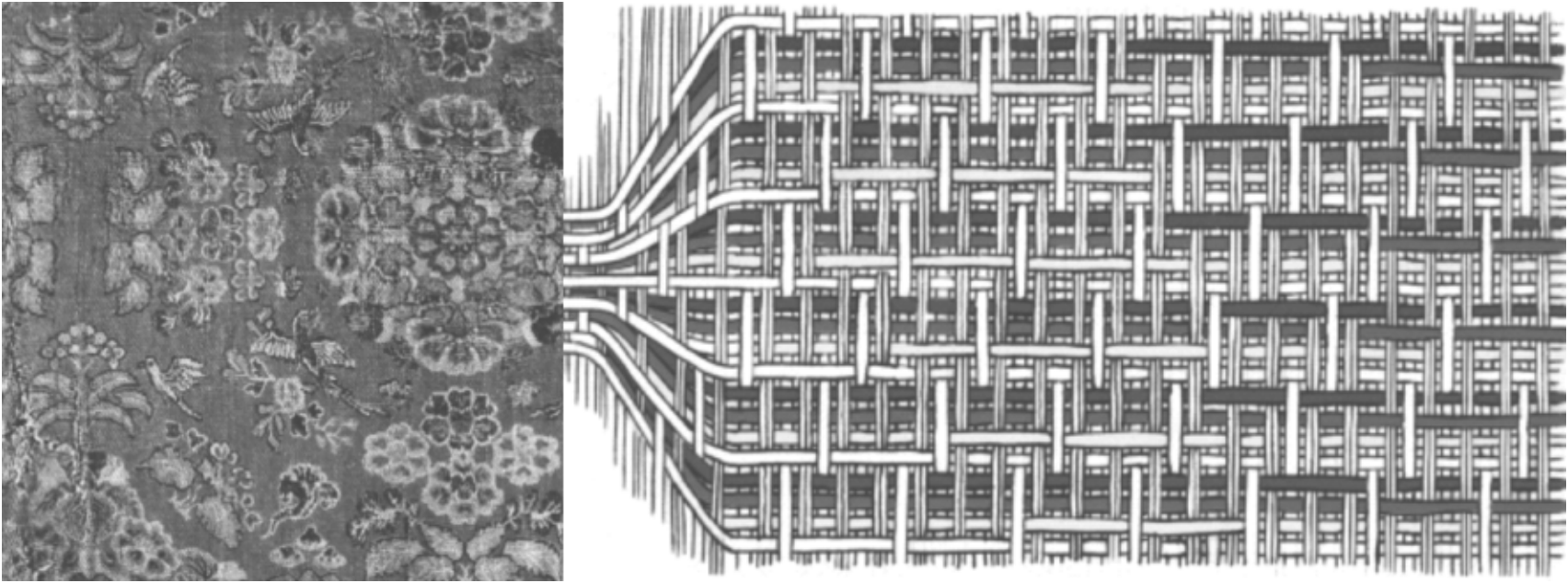
Un brocado sichuanés del – y su estructura de tejido.

El bordado sichuanés se basa en el uso de telas de raso y seda de colores. Se caracteriza por sus costuras uniformes y colores sutiles. La cercanía general de las puntadas permite bordar detalles intrincados. Las obras incorporan flores, hojas, animales, montañas, ríos y figuras humanas como temas. La artesanía del bordado sichuanés implica una combinación de bellas artes, estética y usos prácticos, ya que se utiliza para decorar abrigos, biombos, broches, prendas, zapatos y fundas de almohadas y edredones.

## Peculiaridades
El brocado sichuanés es uno de los llamados «tres brocados célebres de China» junto con el brocado nankinés y el brocado suzhounés. A lo largo de su historia, el brocado sichuanés desarrolló una cualidad de ser suave, brillante, pulcro e influenciado por su propio entorno geográfico, diversas costumbres y culturas. Entre las influencias extranjeras destacan las tres «escuelas» de Sasania, Sogdia y helenismo durante el primer milenio. Mariachiara Gasparini propuso que en Sichuan y Bactriana se podrían haber adquirido y transformado composiciones sogdianas para adaptarse al Imperio tibetano. Se dice que el brocado sichuanés fue vendido al Imperio romano y volvió locas a las mujeres aristócratas. El emperador temía la degeneración nacional por el lujo y tuvo que prohibir la compra del brocado sichuanés.
Las dinastías Sui y Tang (581–907) vieron la edad de oro del brocado sichuanés, cuando se hizo muy popular en las regiones inmediatamente al oeste de China, Turquestán Oriental, Asia Central y Asia Occidental. Temas novedosos de dichas regiones se incorporaron en el bordado durante este período. En el Libro de Sui (Historia de la dinastía Sui), consta que en el año 605, el jefe de los talleres de Shu que producían sedas al «estilo occidental» era un tal He Chou (何稠), nombre que delata su origen sogdiano. Se encuentra una clasificación de varios tipos de brocado sichuanés en los manuscritos de Dunhuang conservados en la Biblioteca Nacional de Francia.

## Galería

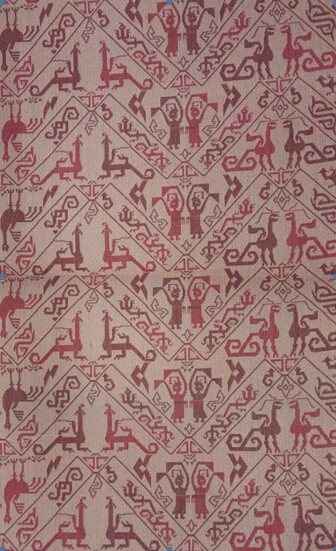
Patrón de animales y figuras humanas bailando, período tardío del reino Shu (siglo V–III a. C.).
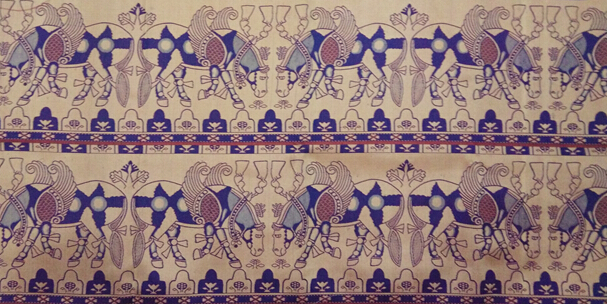
Patrón de caballo alado, descubierto en Dulan, territorio del antiguo reino de Tuyuhun (actual Qinghai), siglo III–V.
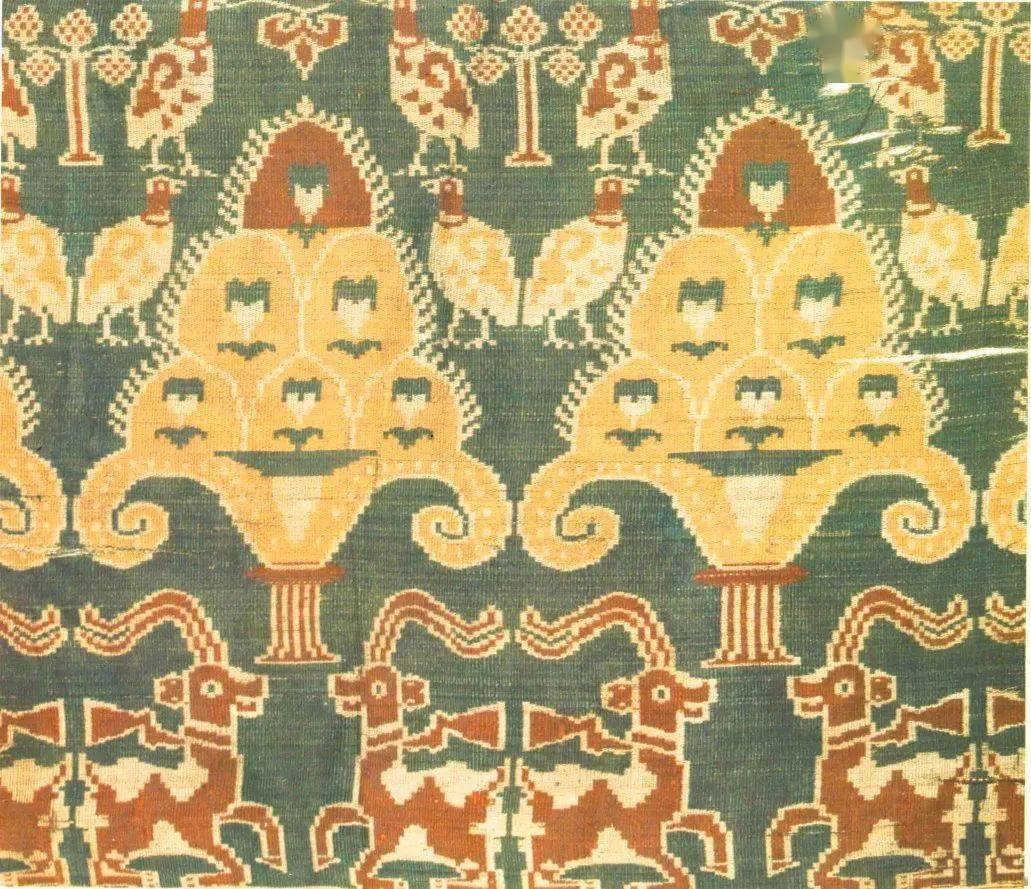
Patrón de animales y árboles, desenterrado en el cementerio de Astana en Turfán, Turquestán chino; siglo V–VI.
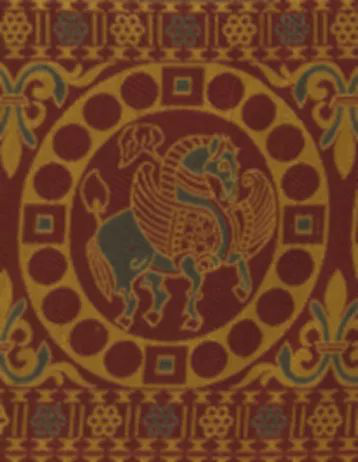
Patrón de caballo alado en ronda, siglo VII–X.
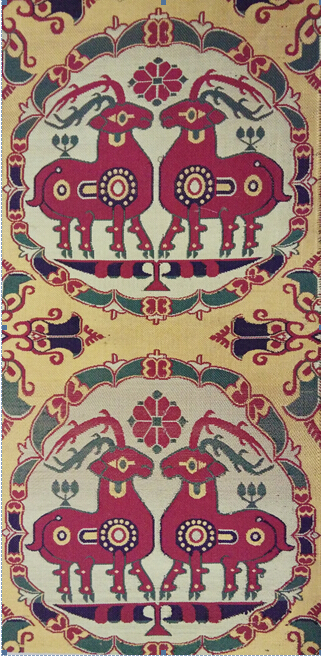
Patrón de doble ciervo en rondas, siglo VII–X.
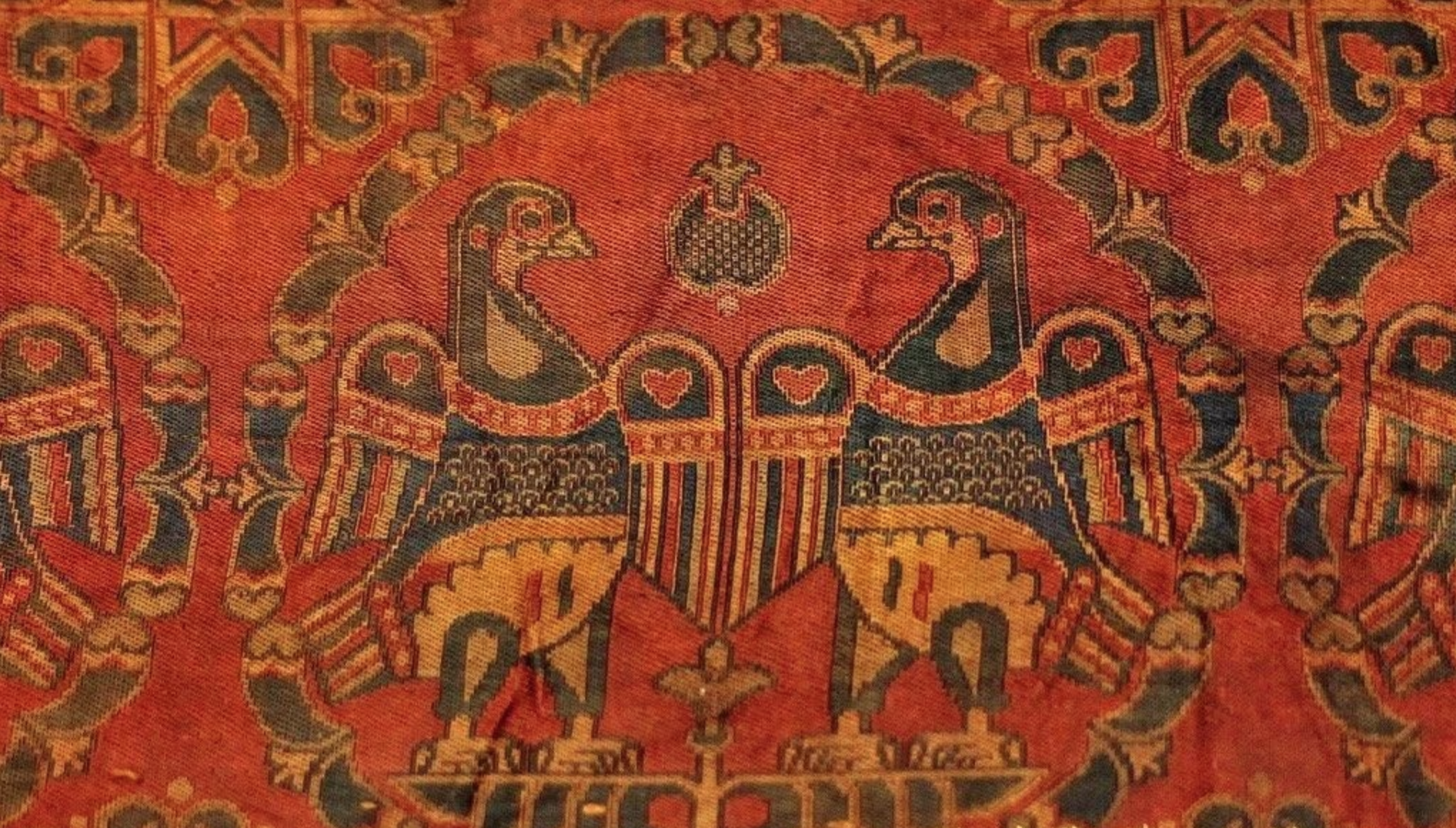
Patrón de doble pájaro en rondas, colección del Museo de Chengdu; siglo VII–X.
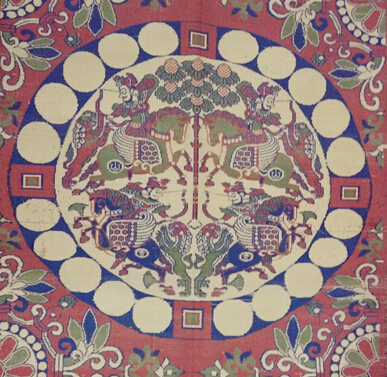
Escena de caza de jinetes sasánidas con sus caballos alados en ronda, siglo VII–X.
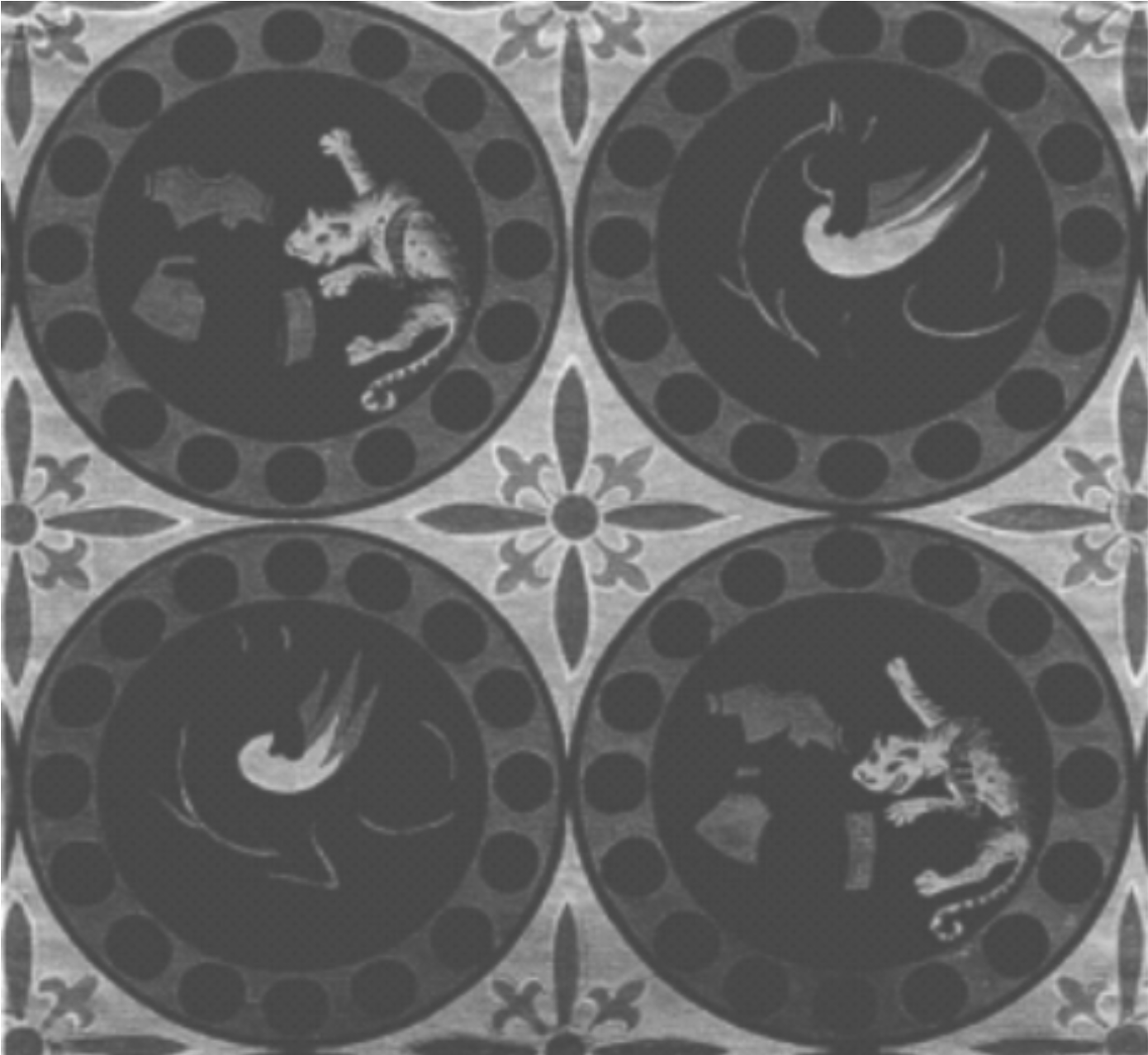
Patrón de caballos alados y escenas de caza en rondas, siglo VII–X.
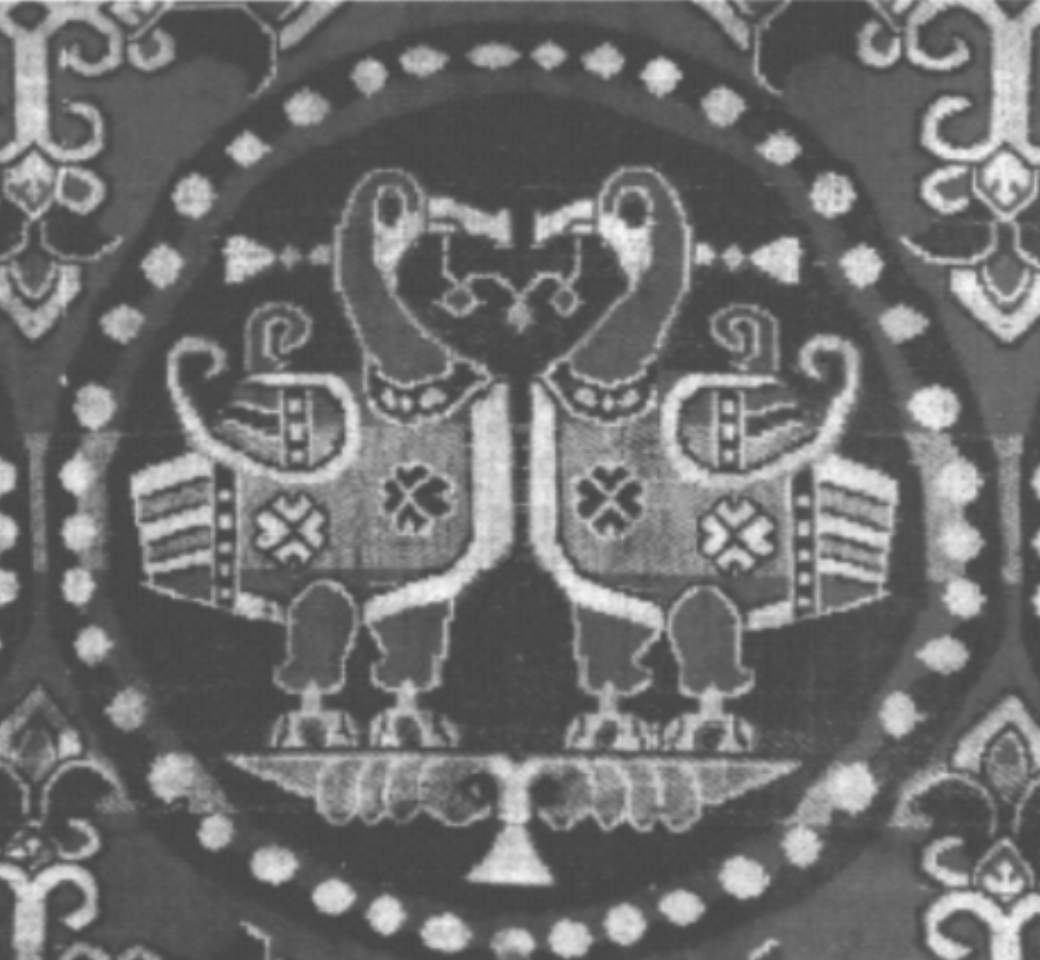
Patrón de doble ganso de pie sobre hojas de palma en ronda, siglo VII–X.
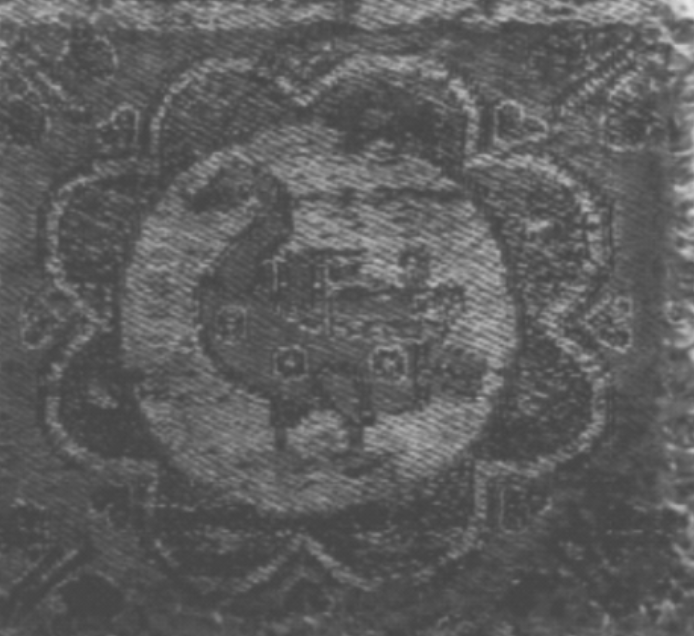
Ganso dentro de una flor de ocho pétalos, siglo VII–X. Se conserva actualmente en el Museo de Arte de Cleveland, Cleveland, Ohio, EE. UU.
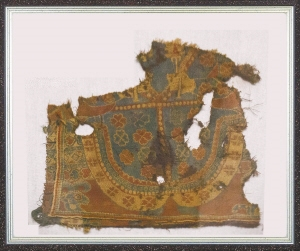
Un trozo de textil brocado fabricado entre los siglos VII y X.
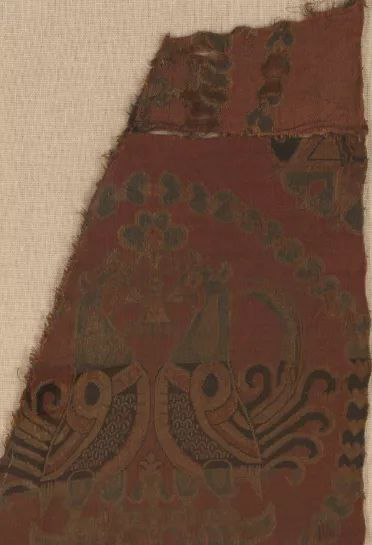
Fragmento con el llamado patrón de «pájaro portador de cintas», siglo VII–X.
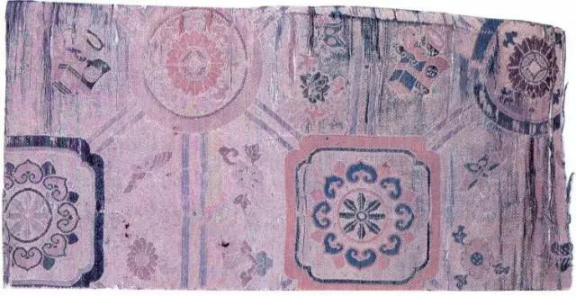
Fragmento de brocado fabricado entre finales del siglo X y el siglo XIII.
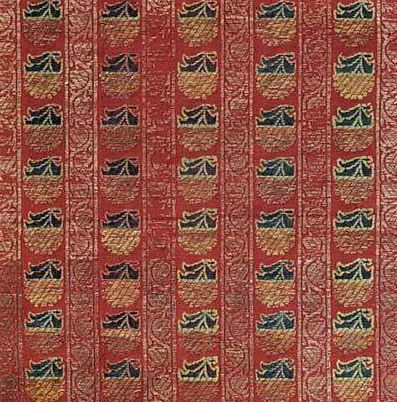
Brocado fabricado entre finales del siglo XIII y el siglo XIV.
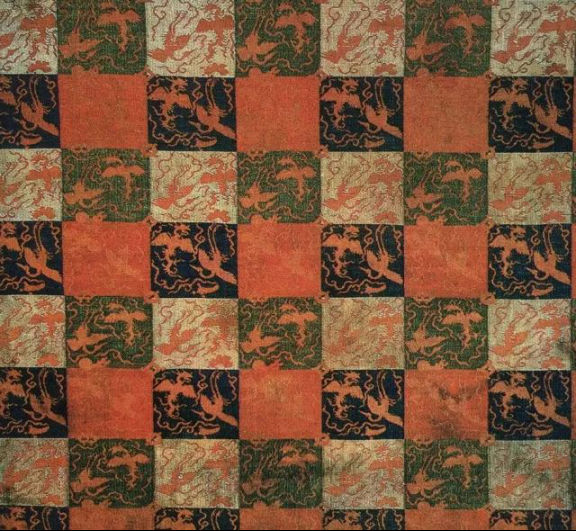
Brocado fabricado a finales del siglo XIX.